# Vozera Apivarda
Vozera Apivarda (vitryska: Возера Апіварда) är en sjö i Belarus, på gränsen till Litauen. Den ligger i den norra delen av landet, 190 km norr om huvudstaden Minsk. Vozera Apivarda ligger 140 meter över havet. Arean är 5,0 kvadratkilometer. Den sträcker sig 3,5 kilometer i nord-sydlig riktning, och 2,7 kilometer i öst-västlig riktning.